# Phytodietus arcuatorius
Phytodietus arcuatorius là một loài tò vò trong họ Ichneumonidae.